# 金原美喜
金原 美喜（かねはら みき）は、日本で活動するミュージカル俳優である。大韓民国出身で現在は日本在住。劇団四季所属。

## 来歴
2006年劇団四季オーディションに合格し、ライオンキングソウル公演でのラフィキ役が初舞台出演となった。以降は日本公演でのラフィキを演じるなど様々な作品に出演している。

## 主な出演作品
- ライオンキング（ラフィキ）
- 赤毛のアン（ブルーエット夫人）
- リトルマーメイド（アースラ）
- キャッツ（グリザベラ）